# Palazzo San Felice
Le palazzo San Felice est un hôtel particulier du XVIIIe siècle de style baroque napolitain situé dans le quartier de la Sanità dans le centre historique de Naples. Il est surtout connu pour son escalier typique en ailes de faucon.

## Histoire

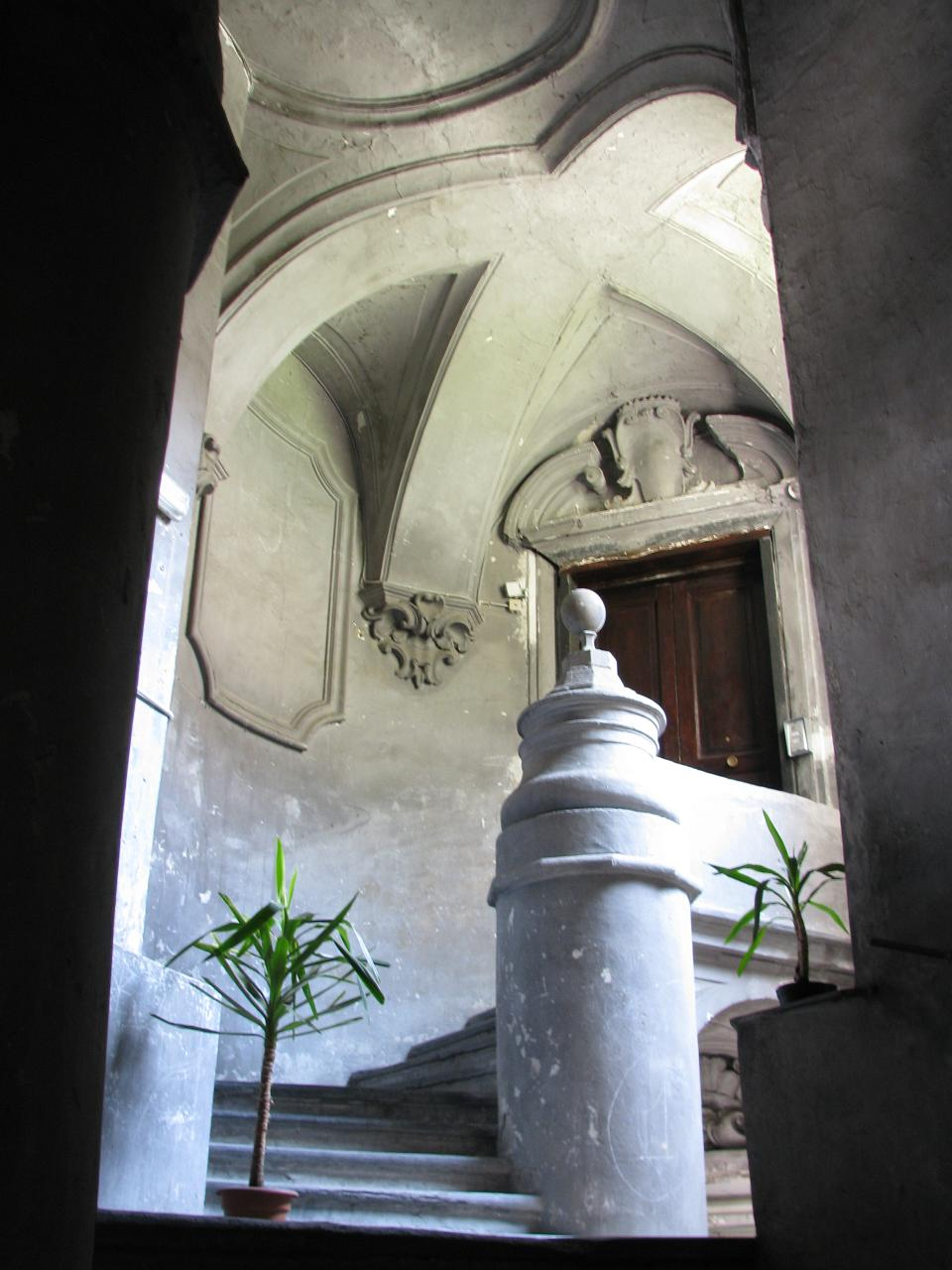
Escalier interne

Le palais a été érigé de 1724 à 1726 par l'architecte Ferdinando Sanfelice. Le portail d'entrée a deux sirènes en stuc de la famille Sanfelice. La cour octogonale intérieure conduit à une double rampe d'escalier. Les fresques intérieures d'origine par Francesco Solimena sont aujourd'hui perdues. Les escaliers avec des arcs ressemblant à des ailes déployées ad ali di falco (en ailes de faucons) présentent une scénographie complexe, en dépit de son état de délabrement actuel : une grandiose entrée donnant accès à un palais malheureusement délabré. Le Palazzo dello Spagnolo situé à proximité est attribué au même architecte et a les mêmes escaliers.

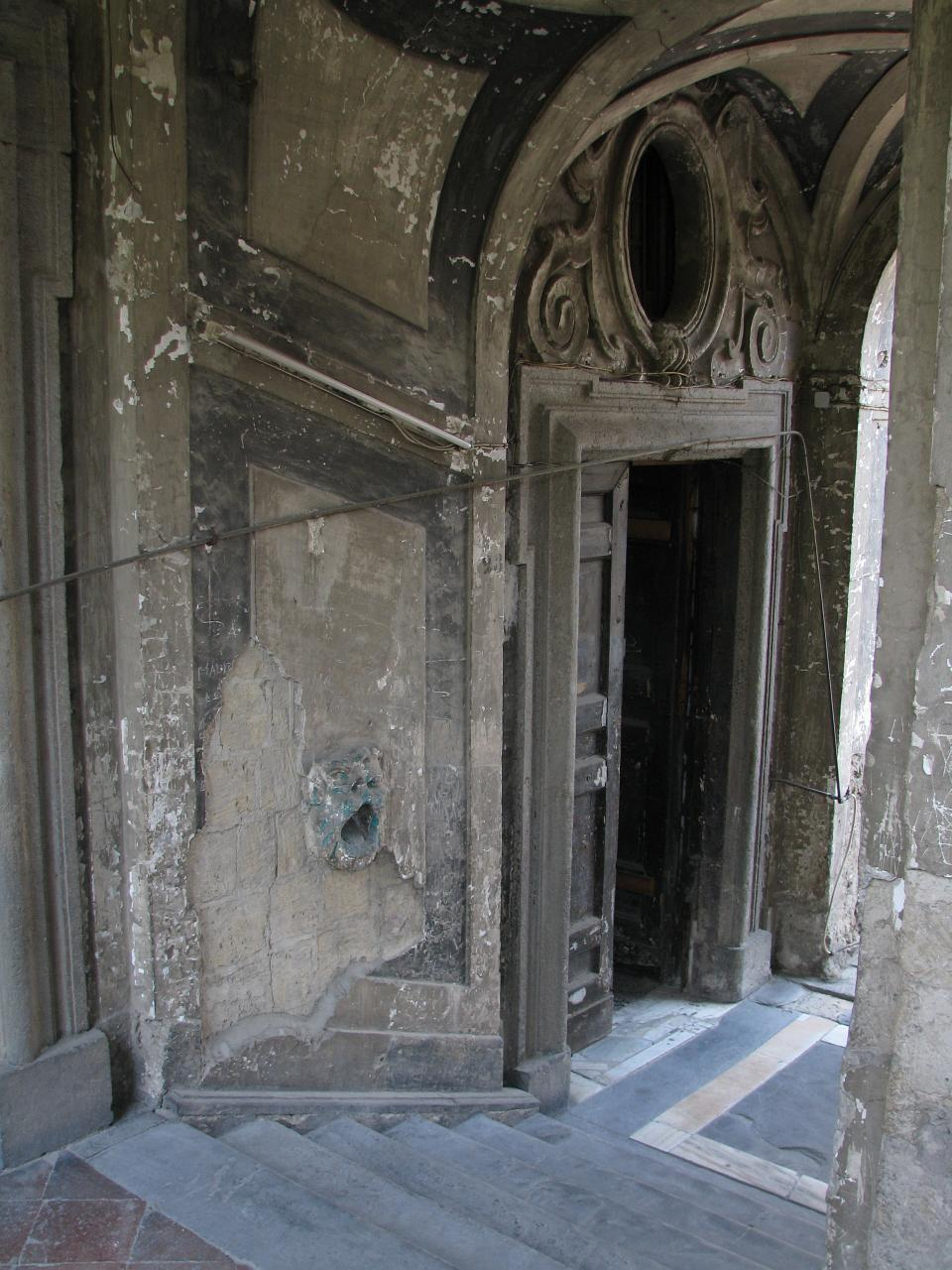
Restes de la décoration en stuc de l'intérieur